# Associazione Calcio Femminile Dilettantistica Venezia 1984 2010-2011
Questa voce raccoglie le informazioni riguardanti l'Associazione Calcio Femminile Dilettantistica Venezia 1984 nelle competizioni ufficiali della stagione 2010-2011.

## Stagione
Nel campionato di Serie A 2010-2011 il club veneto terminò al 9º posto, assicurandosi la matematica salvezza dalla 20ª giornata grazie alla vittoria per 1-0 sul Torino.
In Coppa Italia fu eliminata al terzo turno, il primo al quale ebbe accesso in quanto iscritta alla Serie A, dal Fortitudo Mozzecane perdendo fuori casa 1-2.
La squadra viene affidata alla guida tecnica di Fabiana Comin che la mantiene per quasi tutto l'arco della stagione per lasciare il posto ai subentrati Giancarlo Nascimben, preparatore dei portieri, e la giocatrice/allenatrice Eleonora Viezzer nei due ultimi incontri, in un primo momento a causa di una squalifica ma poi per stessa dichiarazione del mister Comin per la decisione di dimettersi dopo dissapori a seguito della sconfitta interna della 24ª giornata con la Reggiana 8-0.

## Divise e sponsor
Lo sponsor principale per la stagione entrante fu Casinò di Venezia, il fornitore delle tenute sportive Erreà.
|  | 1ª divisa |  | 2ª divisa |

## Rosa
| N. |                   | Ruolo | Calciatrice          |
| -- | ----------------- | ----- | -------------------- |
|    | Italia (bandiera) | P     | Gloria Cazzaro       |
|    | Italia (bandiera) | P     | Tatiana Manente      |
|    | Italia (bandiera) | P     | Sara Penzo           |
|    | Italia (bandiera) | P     | Alessia Rizzo        |
|    | Italia (bandiera) | D     | Benedetta Bortolato  |
|    | Italia (bandiera) | D     | Elisa Fusaro         |
|    | Italia (bandiera) | D     | Lara Laterza         |
|    | Italia (bandiera) | D     | Giulia Piantari      |
|    | Italia (bandiera) | D     | Claudia Squizzato    |
|    | Italia (bandiera) | D     | Daniela Turra        |
|    | Italia (bandiera) | C     | Elena Barzan         |
|    | Italia (bandiera) | C     | Giuseppina Beneventi |

| N. |                   | Ruolo | Calciatrice        |
| -- | ----------------- | ----- | ------------------ |
|    | Italia (bandiera) | C     | Lodovica Bortot    |
|    | Italia (bandiera) | C     | Lisa Galvan        |
|    | Italia (bandiera) | C     | Giulia Lotto       |
|    | Italia (bandiera) | C     | Elena Ranzolin     |
|    | Italia (bandiera) | C     | Vanessa Stefanello |
|    | Italia (bandiera) | C     | Irene Tombola      |
|    | Italia (bandiera) | C     | Eleonora Viezzer   |
|    | Italia (bandiera) | C     | Silvia Vivirito    |
|    | Italia (bandiera) | A     | Sara Capovilla     |
|    | Italia (bandiera) | A     | Federica Chinello  |
|    | Italia (bandiera) | A     | Debora Mascanzoni  |
|    | Italia (bandiera) | A     | Carlotta Mora      |

## Calciomercato

### Sessione estiva
| Acquisti | Acquisti          | Acquisti            | Acquisti   |
| R.       | Nome              | da                  | Modalità   |
| -------- | ----------------- | ------------------- | ---------- |
| C        | Debora Mascanzoni | Fortitudo Mozzecane | definitivo |
| C        | Silvia Vivirito   | Fortitudo Mozzecane | definitivo |

|  |

### Sessione invernale
| Acquisti | Acquisti             | Acquisti        | Acquisti |
| R.       | Nome                 | da              | Modalità |
| -------- | -------------------- | --------------- | -------- |
| C        | Giuseppina Beneventi | Vignola Olimpia |          |

|  |

## Risultati

### Serie A

#### Girone di andata
| Arbitro: | Sergio Posado (Schio) |

|                                  |           |              |
| Lotto 2’ Capovilla 28’ Turra 50’ | Marcatori | 59’ Piccinno |

| Arbitro: | Nicola Andreoli (Brescia) |

|              |           |                                        |
| Cavallini 4’ | Marcatori | 26’ Capovilla 29’ Chinello 90+3’ Lotto |

| Arbitro: | Andrea Moraglia (Verona) |

|                   |           |  |
| Mascanzoni 5’, 7’ | Marcatori |  |

| Capo d'Orlando 30 ottobre 2010 4ª giornata | Orlandia97                | 0 – 0 referto | Venezia 1984 | \| Arbitro: \| Giuseppe Cristaldi (Enna) \| |
| Arbitro:                                   | Giuseppe Cristaldi (Enna) |               |              |                                             |

| Arbitro: | Enzo Esposito (Tolmezzo) |

|                       |           |  |
| Mauro 66’ Bonetti 76’ | Marcatori |  |

| Arbitro: | Andrea Giuseppe Zanonato (Vicenza) |

|               |           |                  |
| Capovilla 13’ | Marcatori | 45’, 88’ Girelli |

| Arbitro: | Diego Provesi (Treviglio) |

|                                                     |           |  |
| Cerato 38’ Sodini 56’, 60’ Bonansea 59’ Baccaro 82’ | Marcatori |  |

| Mestre 11 dicembre 2010, ore 14:30 CET 8ª giornata | Venezia 1984            | 0 – 0 referto | Brescia | Stadio Francesco Baracca\| Arbitro: \| Tommaso Sattin (Rovigo) \| |
| Arbitro:                                           | Tommaso Sattin (Rovigo) |               |         |                                                                   |

| Arbitro: | Riccardo Fabbro (Roma) |

|                  |           |               |
| Zorri 74’ (rig.) | Marcatori | 52’ Capovilla |

| Arbitro: | Gianluca Sartori (Padova) |

|  |           |                                                                                  |
|  | Marcatori | 13’, 34’, 53’ Panico 16’ (aut.) Piantari 46’ Domenichetti 66’ Camporese 87’ Tona |

| Arbitro: | Gabriele Agostini (Bologna) |

|  |           |                                         |
|  | Marcatori | 4’ Laterza 25’ Mascanzoni 37’ Capovilla |

| Arbitro: | Nicola Badoer (Castelfranco Veneto) |

|                |           |  |
| Mascanzoni 35’ | Marcatori |  |

| Arbitro: | Gianmarco Capezzi (San Giovanni Valdarno) |

|  |           |               |
|  | Marcatori | 16’ Capovilla |

#### Girone di ritorno
| Arbitro: | Nicola Andreoli (Brescia) |

|                                                  |           |  |
| Fumagalli 14’ Tarenzi 20’ Piccinno 68’ Ricco 88’ | Marcatori |  |

| Arbitro: | Luca Candeo (Este) |

|            |           |  |
| Bortot 65’ | Marcatori |  |

| Arbitro: | Emilio Amici (Ciampino) |

|                    |           |  |
| Barreca 44’ (rig.) | Marcatori |  |

| Arbitro: | Tommaso Sattin (Rovigo) |

|                      |           |              |
| Capovilla 24’ (rig.) | Marcatori | 9’ Minciullo |

| Arbitro: | Andrea Giuseppe Zanonato (Vicenza) |

|  |           |                              |
|  | Marcatori | 28’ Bonetti 79’, 85’ Zuliani |

| Arbitro: | Daniel Amabile (Vicenza) |

|                                         |           |               |
| Girelli 13’ Gabbiadini 46’ Visconti 89’ | Marcatori | 88’ Capovilla |

| Arbitro: | Fabrizio Marchetti (Tolmezzo) |

|               |           |  |
| Capovilla 53’ | Marcatori |  |

| Arbitro: | Simone Serani (Monza) |

|                                                    |           |  |
| Ferrandi 2’ Sabatino 37’, 80’ Cernoia 56’ Boni 77’ | Marcatori |  |

| Arbitro: | Abou Elkhayr Driss (Conegliano) |

|                                       |           |             |
| Chinello 37’ Mascanzoni 53’ Turra 90’ | Marcatori | 93’ De Luca |

| Arbitro: | Giovanni Varola (Olbia) |

|                                                                         |           |                     |
| Tona 13’ Panico 18’, 32’ Iannella 68’, 76’ Domenichetti 72’ Fuselli 89’ | Marcatori | 9’ (rig.) Capovilla |

| Arbitro: | Enrico Tugnoli (Ferrara) |

|  |           |                                                               |
|  | Marcatori | 12’, 51’ Faragò 14’, 31’ Nasuti 25’, 48’, 58’ Colzi 80’ Costi |

| Arbitro: | Gianluca Sartori (Padova) |

|                                              |           |                         |
| Bortolus 15’ Vicchiarello 38’, 87’ Miani 61’ | Marcatori | 36’ Capovilla 67’ Lotto |

| Arbitro: | Daniel Amabile (Vicenza) |

|           |           |             |
| Lotto 51’ | Marcatori | 23’ Parrini |

### Coppa Italia

#### Terzo turno
| Mozzecane 3 ottobre 2010 | Fortitudo Mozzecane | 2 – 1 | Venezia 1984 |  |

## Statistiche

### Statistiche di squadra
| Competizione | Punti | In casa | In casa | In casa | In casa | In casa | In casa | In trasferta | In trasferta | In trasferta | In trasferta | In trasferta | In trasferta | Totale | Totale | Totale | Totale | Totale | Totale | DR  |
| Competizione | Punti | G       | V       | N       | P       | Gf      | Gs      | G            | V            | N            | P            | Gf           | Gs           | G      | V      | N      | P      | Gf     | Gs     | DR  |
| ------------ | ----- | ------- | ------- | ------- | ------- | ------- | ------- | ------------ | ------------ | ------------ | ------------ | ------------ | ------------ | ------ | ------ | ------ | ------ | ------ | ------ | --- |
| Serie A      | 32    | 13      | 6       | 3       | 4       | 14      | 24      | 13           | 3            | 2            | 8            | 12           | 33           | 26     | 9      | 5      | 12     | 26     | 57     | -31 |
| Coppa Italia | -     | 0       | 0       | 0       | 0       | 0       | 0       | 1            | 0            | 0            | 1            | 1            | 2            | 1      | 0      | 0      | 1      | 1      | 2      | -1  |
| Totale       | -     | 13      | 6       | 3       | 4       | 14      | 24      | 14           | 3            | 2            | 9            | 13           | 35           | 27     | 9      | 5      | 13     | 287    | 59     | -32 |

### Statistiche delle giocatrici
| Giocatore     | Serie A  | Serie A | Serie A     | Serie A    | Coppa Italia | Coppa Italia | Coppa Italia | Coppa Italia | Totale   | Totale | Totale      | Totale     |
| Giocatore     | Presenze | Reti    | Ammonizioni | Espulsioni | Presenze     | Reti         | Ammonizioni  | Espulsioni   | Presenze | Reti   | Ammonizioni | Espulsioni |
| ------------- | -------- | ------- | ----------- | ---------- | ------------ | ------------ | ------------ | ------------ | -------- | ------ | ----------- | ---------- |
| E. Barzan     | 2        | 0       | 0           | 0          | ?            | ?            | ?            | ?            | 2+       | 0+     | 0+          | 0+         |
| G. Beneventi  | 11       | 0       | 1           | 0          | ?            | ?            | ?            | ?            | 11+      | 0+     | 1+          | 0+         |
| B. Bortolato  | 0        | 0       | 0           | 0          | ?            | ?            | ?            | ?            | 0+       | 0+     | 0+          | 0+         |
| L. Bortot     | 24       | 1       | 3           | 0          | ?            | ?            | ?            | ?            | 24+      | 1+     | 3+          | 0+         |
| S. Capovilla  | 25       | 11      | 1           | 0          | ?            | ?            | ?            | ?            | 25+      | 11+    | 1+          | 0+         |
| G. Cazzaro    | 1        | -5      | 0           | 0          | ?            | ?            | ?            | ?            | 1+       | -5+    | 0+          | 0+         |
| F. Chinello   | 25       | 2       | 1           | 0          | ?            | ?            | ?            | ?            | 25+      | 2+     | 1+          | 0+         |
| E. Fusaro     | 2        | 0       | 0           | 0          | ?            | ?            | ?            | ?            | 2+       | 0+     | 0+          | 0+         |
| L. Galvan     | 24       | 0       | 4           | 0          | ?            | ?            | ?            | ?            | 24+      | 0+     | 4+          | 0+         |
| L. Laterza    | 16       | 1       | 1           | 1          | ?            | ?            | ?            | ?            | 16+      | 1+     | 1+          | 1+         |
| G. Lotto      | 26       | 4       | 1           | 0          | ?            | ?            | ?            | ?            | 26+      | 4+     | 1+          | 0+         |
| T. Manente    | 1        | -4      | 0           | 0          | ?            | ?            | ?            | ?            | 1+       | -4+    | 0+          | 0+         |
| D. Mascanzoni | 25       | 5       | 0           | 0          | ?            | ?            | ?            | ?            | 25+      | 5+     | 0+          | 0+         |
| C. Mora       | 14       | 0       | 0           | 0          | ?            | ?            | ?            | ?            | 14+      | 0+     | 0+          | 0+         |
| S. Penzo      | 23       | -44     | 1           | 0          | ?            | ?            | ?            | ?            | 23+      | -44+   | 1+          | 0+         |
| G. Piantari   | 10       | 0       | 1           | 1          | ?            | ?            | ?            | ?            | 10+      | 0+     | 1+          | 1+         |
| E. Ranzolin   | 6        | 0       | 2           | 0          | ?            | ?            | ?            | ?            | 6+       | 0+     | 2+          | 0+         |
| A. Rizzo      | 3        | -4      | 0           | 0          | ?            | ?            | ?            | ?            | 3+       | -4+    | 0+          | 0+         |
| C. Squizzato  | 25       | 0       | 0           | 0          | ?            | ?            | ?            | ?            | 25+      | 0+     | 0+          | 0+         |
| V. Stefanello | 22       | 0       | 0           | 0          | ?            | ?            | ?            | ?            | 22+      | 0+     | 0+          | 0+         |
| I. Tombola    | 24       | 0       | 5           | 0          | ?            | ?            | ?            | ?            | 24+      | 0+     | 5+          | 0+         |
| D. Turra      | 24       | 2       | 4           | 0          | ?            | ?            | ?            | ?            | 24+      | 2+     | 4+          | 0+         |
| E. Viezzer    | 3        | 0       | 0           | 0          | ?            | ?            | ?            | ?            | 3+       | 0+     | 0+          | 0+         |
| S. Vivirito   | 22       | 0       | 0           | 0          | ?            | ?            | ?            | ?            | 22+      | 0+     | 0+          | 0+         |